# Перемога (Мелітопольський район)
Перемо́га — село в Україні, у Якимівській селищній громаді Мелітопольського району Запорізької області. Населення становить 30 осіб. До 2017 орган місцевого самоврядування — Радивонівська сільська рада.

## Географія
Село Перемога розташоване на лівому березі річки Тащенак, вище за течією на за 3,5 км розташоване село Мирне, на протилежному березі — село Радивонівка. Відстань до районного центру — 31 км. За 8,5 км розташована найближча залізнична станція Якимівка.

## Історія
Село засноване 1921 року.
16 травня 2017 року Радивонівська сільська рада, в ході децентралізації, об'єднана з Якимівською селищною громадою.
12 червня 2020 року, відповідно до розпорядження Кабінету Міністрів України № 713-р «Про визначення адміністративних центрів та затвердження територій територіальних громад Запорізької області», увійшло до складу Якимівської селищної громади.
17 липня 2020 року, в результаті адміністративно-територіальної реформи та ліквідації Якимівського району, село увійшло до складу Мелітопольського району.
Село тимчасово окуповане російськими військами 24 лютого 2022 року.